# Michael Masutha
Michael Masutha, né en 1965 à Valdezia dans le Northern Transvaal, maintenant dans la province de Limpopo en Afrique du Sud, est un avocat et une  personnalité politique sud-africaine, membre du congrès national africain, député (1999 à 2019), Ministre de la Justice et des Services Correctionnels de 2014 à 2019 dans le second gouvernement Zuma et dans le premier gouvernement Ramaphosa. 
Né avec une déficience visuelle, il a été le deuxième ministre avec un handicap du cabinet de Jacob Zuma.

## Biographie
Il a été avocat spécialisé dans les droits de la personne et fondateur de la Northern Transvaal Association for the Blind en 1989. Il a été sous-ministre des sciences et de la technologie en 2013-2014 dans le premier gouvernement Zuma. 